# لیندسل
لیندسل (به انگلیسی: Lindsell) یک روستا و محله مدنی در بریتانیا است که در آتلزفورد واقع شده‌است. لیندسل ۲۶۰ نفر جمعیت دارد.